# Cyrtodactylus teyniei
Cyrtodactylus teyniei es una especie de gecos de la familia Gekkonidae.

## Distribución geográfica
Es endémica del centro de Laos.